# Đại nghi đoàn
Đại nghi đoàn (zh. 大疑團, ja. dai-gidan) nghĩa là "Một khối nghi lớn", là một trong ba điều kiện cần thiết để Giác ngộ theo Thiền tông. Hai điều kiện khác là Đại phấn chí (ja. dai-funshi) và Đại tín căn (ja. dai-shinkon).
Đại nghi đoàn ở đây không phải là cái nghi ngờ dao động, hồ nghi, nghi ngờ nơi Phật pháp mà là một trạng thái nghi rất mạnh. xuất phát từ sự kinh ngạc, tự phân tích, tự hỏi tâm trạng của chính mình. Thiền sư hiện đại người Nhật là Bạch Vân An Cốc (ja. hakuun yasutani) viết như sau về Đại nghi đoàn:
"Cái quan trọng ở đây không phải là một cái nghi ngờ bình thường, quý vị nên lưu ý! Cái nghi ở đây là cả một khối nghi lớn, một khối nghi xuất phát từ Đại tín căn. Khối nghi này bắt buộc chúng ta tự hỏi ở chính mình rằng, tại sao thế giới hiện hữu dường như quá không hoàn hảo, đầy ưu sầu khổ não trong khi lòng tin thâm sâu của chúng ta lại bảo rằng, sự thật thì không phải như vậy. Đó chính là một khối nghi lớn không để chúng ta yên tâm – tương tự như trường hợp chúng ta tự biết mình đều là những triệu phú, nhưng không biết vì lý do gì mà cứ sống trong cảnh cơ hàn, không một xu nào trong túi. Trong trường hợp này thì cường độ của Đại nghi đoàn tương ưng với Đại tín căn."